# はめ込み

3次元空間にはめ込まれたクラインの壺．

数学において，はめ込み (immersion) は可微分多様体の間の可微分写像であって微分がいたるところ単射であるもののことである．明示的には，f: M → N がはめ込みであるとは，
{\displaystyle D_{p}f\colon T_{p}M\to T_{f(p)}N\,}
が M のすべての点 p において単射関数であることをいう（ここで TpX は多様体 X の点 p における接空間を表す）．同じことであるが，f がはめ込みであるとは，その微分が M の次元に等しい定数階数を持つことである：
{\displaystyle \operatorname {rank} D_{p}f=\dim M.}
関数 f それ自身は単射である必要はない．
関連概念は埋め込みである．滑らかな埋め込みは位相的な埋め込みでもある単射はめ込み f: M → N であり，したがって M は N におけるその像に微分同相である．はめ込みはちょうど局所的な埋め込みである――つまり，任意の点 x ∈ M に対して，x のある近傍 U ⊂ M が存在して，f: U → N が埋め込みとなり，逆に局所的な埋め込みははめ込みである．無限次元多様体に対して，これははめ込みの定義として取られることもある．

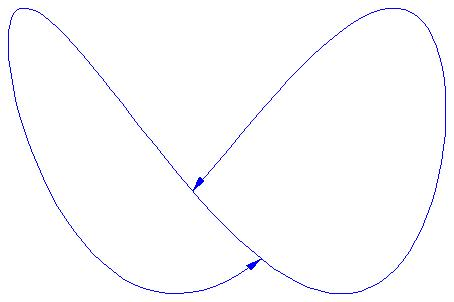
埋め込みではない単射にはめ込まれた部分多様体．

M がコンパクトならば，単射なはめ込みは埋め込みであるが，M がコンパクトでなければ，そうとは限らない；連続全単射と同相を比較せよ．

## 正則ホモトピー
多様体 M から N への2つのはめ込み f と g の間の正則ホモトピーは次のような可微分関数 H: M × [0, 1] → N と定義される：すべての t ∈ [0, 1] に対して，すべての x ∈ M に対して Ht(x) = H(x, t) によって定義される関数 Ht: M → N ははめ込みで，H0 = f, H1 = g である．正則ホモトピーはしたがってはめ込みを通したホモトピーである．

## 分類
ハスラー・ホイットニーは1940年代にはめ込みと正則ホモトピーの系統的な研究を創始し，2m < n + 1 に対して m 次元多様体から n 次元多様体へのすべての写像 f: Mm → Nn がはめ込みにホモトープであること，そして 2m < n に対しては実は埋め込みにホモトープであることを証明した．これらがホイットニーのはめ込み定理とホイットニーの埋め込み定理である．
スティーブン・スメールははめ込み f: Mm → Rn の正則ホモトピー類をあるスティーフェル多様体のホモトピー群として表した．sphere eversion は特に著しい結果であった．
Morris Hirsch は Smale の表示を任意の n 次元多様体 Nn 内の任意の m 次元多様体 Mm のはめ込みの正則ホモトピー類のホモトピー論による記述に一般化した．
はめ込みの Hirsch–Smale 分類はMichael Gromovによって一般化された．

### 存在

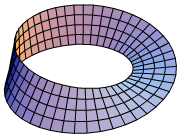
メビウスの帯は接束が非自明だから余次元 0 にはめ込めない．

## 例と性質
- クラインの壺や，すべての他の向き付け不可能な閉曲面は，3次元空間にはめ込むことができるが，埋め込むことはできない．

四葉，4弁のバラ．

- k 弁のバラは円周の平面へのただ1つの k 重点を持ったはめ込みである．k は任意の奇数でよいが，偶数なら4の倍数で，8の字はバラでない．
- Whitney–Graustein の定理（英語版）により，円周の平面へのはめ込みの正則ホモトピー類は回転数によって分類され，この数は代数的に（すなわち符号付きで）数えた二重点の個数でもある．
- 球面は表裏をひっくり返すことができる（英語版）：標準的な埋め込み f: S2 → R3 ははめ込みの正則ホモトピー ft: S2 → R3 によって f1 = −f0: S2 → R3 と結ばれる．
- ボーイ曲面は実射影平面の3次元空間へのはめ込みである；したがって球面の2対1のはめ込みでもある．
- モラン曲面（英語版）は球面のはめ込みである；これとボーイ曲面はともに sphere eversion の途中のモデルとして生じる．

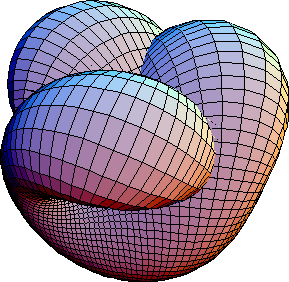
ボーイ曲面
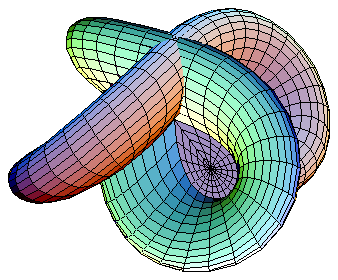
モラン曲面（英語版）

### はめ込まれた平面曲線

この曲線の全曲率 は 6π で，turning number は 3 だが，p についての回転数 は 2 である．

はめ込まれた平面曲線は well-defined な Turning number をもち，全曲率を 2π で割ったものとして定義できる．これは Whitney–Graustein の定理により正則ホモトピーで不変である――位相幾何学的には，それはガウス写像の次数，あるいは同じことであるが，原点についての（消えない）unit tangent の回転数である．さらに，これは完全不変量である――同じ回転数を持つ任意の2つの平面曲線は正則ホモトピックである．
すべてのはめ込まれた平面曲線は交差する点を分離して埋め込まれた空間曲線に持ちあがるが，これは高次元では正しくない．追加の情報（どの紐が上にあるか）により，はめ込まれた平面曲線は knot diagram を生じ，これは結び目理論において中心的に興味を持たれる．はめ込まれた平面曲線は正則ホモトピーの違いを除いて回転数によって決定されるが，結び目は非常に豊かで複雑な構造を持つ．

## 一般化
はめこみ理論の遠大な一般化はホモトピー原理である：はめこみの条件（微分の階数がつねに k）は，関数の偏微分のことばで述べられるから，偏微分関係式 (partial differential relation, PDR) と考えることができる．すると Smale–Hirsch のはめ込み理論はこれがホモトピー論に帰着されるという結果であり，ホモトピー原理は PDR がホモトピー論に帰着する一般の条件や理由を与える．